# Šotni mah
Šotni mah (znanstveno ime Sphagnum) je rod z 380 prepoznanih vrst mahov. Rastejo na močvirskih rastiščih, barjih.
Lističi so zgrajeni iz dveh vrst celic: hialocite in klorocite. Hialocite imajo spiralno odebeljeno celično steno in delujejo kot rezervoar za vodo, klorocite pa so zelene in fotosintetsko aktivne. 
Šotni mah tvori na trajno vlažnih in kislih tleh obsežne blazine, ki neprestano rastejo lahko tudi več tisočletij. Bakterij zaradi visoke kislosti v takih blazinah skorajda ni in odmrle rastline razkrajajo lahko le glive. Razkroj je tako nepopoln (pooglenevanje) in tako lahko nastanejo več metrov debele plasti šote. Takim trajno vlažnim predelom pravimo barja. V zadnji fazi razvoja šotnega barja je njegova površina dvignjena nad okolico, da izgubi stik s talno vodo in se napaja le še s padavinami (visoko barje). Taka rastišča so s hranili zelo revna, tako da poleg šotnega mahu lahko skupaj uspevajo le še redke in specializirane rastline.